# Авион Ластавица
Авион Ластавица је спортско туристички авион са два седишта (пилот + 1) произведен 1934. године као самоградња његовог пројектанта Твртка Паскијевића студента технике из Загреба.

## Пројектовање и развој
Загребачки студент технике Твртко Паскијевић је био заљубљеник у авијацију и носио се мишљу да сам направи авион за своје потребе јер је много волео да путује а путовања железницом му се нису свиђала. Кад је решио да ту своју идеју преточи у дело, 1931. године је организовао студијско путовање по Европи обишавши произвођаче авиона у Чехословачкој, Немачкој и Француској. После овог студијског путовања које је трајало око три месеца, вративши се у Загреб почео је да ради на пројекту авиона. Са завршеним плановима обратио се Команди Ваздухопловства у Новом Саду, која му је одобрила градњу, на основу које је почео да ради прототип. Мотор фирме Анцани снаге 35 KS је купио у Немачкој а остало је урађено у властитој режији. Израда прототипа је трајала скоро пуне две године. Прототип је полетео са аеродрома у Загребу 30. маја 1934. године а пробни пилот је био Вицко Креља. После исцрпних тестирања и задовољавајућих резултата, ипак је донета одлука да се мотор Анцани замени јачим моторoм Џипси (Gipsy) снаге 85 KS, тако да му је максимална брзина са 120 повећана на 200 km/h, док му је минимална брзина незнатно промењена тј. износила је 60 km/h.

### Технички опис
Авион Ластавица спада у класу једномоторних, двоседих, нискокрилних моноплана мешовите конструкције. Комплетна носећа конструкција је направљена од челика а елементи су међусобно били спојени аутогеним и електролучним заваривањем. Читава конструкција је била пресвучена импрегнираним платном. На кљуну авиона се налазио ваздухом хлађени мотор прво троцилиндрични звездасти Анцани од 35KS који је замењен линијским Џипси снаге 85KS. Елиса је била двокрака дрвена фиксног корака. Двоседа пилотска кабина је била отворена а седишта су била у тандем распореду (седишта су једно иза другог). Крила су била правоугаоног облика са заобљеним крајем. Стајни трап је био класичан, напред су били точкови са нископритисним гумама и аеродинамички обликованим блатобранима а осовина је била зглобна. На репу се налазила еластична дрљача.

## Оперативно коришћење
Авион ластавица је коришћен за сврху за коју је и пројектован. Власник а уједно и пројектант овог авиона Твртко Паскијевић га је користио за туристичка путовања и тренажу.